# Ilvano Rasimelli
Ilvano Rasimelli (Perugia, 28 luglio 1924 – Perugia, 27 luglio 2015) è stato un politico e partigiano italiano, eletto nella IX legislatura al Senato della Repubblica nelle file del Partito Comunista Italiano.

## Biografia
Figlio di un attivista comunista, studiò nella sua città natale e proseguì al collegio dei Salesiani di Gualdo Tadino. Seguì lezioni private tenutegli da Aldo Capitini, amico di famiglia. Il contatto con lui e altre figure dell'antifascismo perugino lo portarono a maturare il suo impegno politico, costituendo nel 1941 la rete dei giovani studenti antifascisti.
Il 22 maggio 1943 venne arrestato e successivamente scarcerato alla caduta del Governo Mussolini. Nuovamente fermato nei giorni successivi all'Armistizio, fu incarcerato a Firenze. Uscì di prigione rientrando successivamente in Umbria e si aggregò alla Resistenza nella Brigata Garibaldi "Francesco Innamorati".
Nel 1944 venne contattato da Aladino Bibolotti che gli conferì l'incarico di dirigere l'organizzazione provinciale della gioventù comunista, entrando così nel direttivo della segreteria clandestina del PCdI. Dopo la liberazione di Perugia, avvenuta il 20 giugno 1944, proseguì la sua lotta trasferendosi al Nord Italia, nella provincia di Venezia.
Al termine del conflitto riprese gli studi universitari, laureandosi in ingegneria a Pisa nel 1952. Nello stesso anno venne eletto nel consiglio comunale della città di Perugia, e nominato assessore all'urbanistica, carica che mantenne fino al 1963. Dal 1964 al 1970 fu Presidente della provincia di Perugia. Eletto senatore nel 1983, nel 1985 ricoprì la carica di sindaco della città di Passignano sul Trasimeno, rinunciando a quella di senatore.